# Basse-Californie (colonie)
Pour les articles homonymes, voir Basse-Californie et Californie (homonymie).
1804–1824
Entités précédentes :
- Les Californies

Entités suivantes :
- Territoire de la Basse-Californie

La Basse-Californie, en espagnol Baja California, est une province de l'Empire colonial espagnol constituée en 1804 par division de la province de Californie (Californias), partie de la vice-royauté de Nouvelle-Espagne (1535-1821).
En 1821, la Basse-Californie (capitale : Loreto) devient une partie du Mexique indépendant et l'est resté jusqu'à nos jours, contrairement à la Haute-Californie, devenue américaine en 1846. 
Son territoire (145 360 km²) est aujourd'hui réparti entre les États de Basse-Californie (Mexicali) et de Basse-Californie du Sud (La Paz).

## Histoire

### Contexte: Nouvelle-Espagne (1521) et province de Californie (1768)
La colonie de Nouvelle-Espagne (capitale : Mexico) date de 1521, année de la conquête de l'Empire aztèque par Hernán Cortés. Cette colonie devient le siège d'une vice-royauté en 1535, dont le ressort s'étendra d'Hispaniola au Venezuela et aux Philippines. 
La colonisation des régions de « Californie » est plus tardive, notamment dans les régions situées au nord de l'embouchure du Colorado : la province de Californie n'est constituée qu'en 1768 et sa capitale Monterey n'est fondée qu'en 1770. 
Cette région est peu peuplée. Des missions catholiques y sont établies au cours des décennies suivantes.

### La division de la Californie espagnole (1804-1821)
En 1804, la province est divisée par une ligne séparant le territoire des missions franciscaines au nord et celui des missions dominicaines au sud. La partie sud devient la Basse-Californie ou « Vieille-Californie » (California Vieja) et la partie nord devient la Haute-Californie ou « Nouvelle-Californie ». 

### La Basse-Californie dans le Mexique indépendant
L'entrée effective dans le Mexique indépendant a lieu en 1822, avec la démission du gouverneur espagnol José Darío Argüello (en). Il est alors remplacé par Fernando de la Toba, gouverneur au nom du bref Empire mexicain (1822-1823).
En 1824, la Basse-Californie devient un territoire fédéral de la république du Mexique, statut qu'elle conserve jusqu'en 1931. 
Elle est alors divisée en deux régions, qui obtiennent leur actuel statut d'États en 1952 pour la partie nord de Basse-Californie (État) et en 1974 pour la Basse-Californie du Sud.